# يحيى القرني
يحيى القرني، لاعب كرة قدم سعودي، يلعب في النادي الفيصلي.

## مسيرة اللاعب
لعب سابقاً في النادي الأهلي ونادي أحد ونادي الجبلين ونادي الباطن والنادي الفيصلي.

## روابط خارجية
- يحيى القرني على موقع Soccerway.com (الإنجليزية)
- يحيى القرني على موقع كووورة